# Битка при Маарат
Битката при Маарат, състояла се в края на 1098 година в град Маарат ан-Нуман, днешна Сирия, е битка от Първия кръстоносен поход. Тя става известна с проявите на канибализъм след нея, които остават в паметта на мюсюлманите векове наред.

## Предходни събития
След като кръстоносците, предвождани от Раймонд Тулузки и Боемунд I Антиохийски, обсаждат и превземат Антиохия (дн. Антакия, Турция), те започват нападения в околностите през зимата. Кръстоносците не са добри в набавянето и защитата на провизиите си и затова армията започва да страда от глад и липса на въоръжение.
През юли 1098 г. Раймонд Пиле, рицар във войската на Раймонд Тулузки, повежда поход към Маарат, важен град по пътя към Дамаск. Там те са напълно разбити от силно превъзхождащия ги мюсюлмански гарнизон и дават много жертви. През остатъка от лятото кръстоносците продължават похода си на юг и превземат още много малки градчета. При Маарат се завръщат отново през ноември.

## Ход на военните действия
В края на ноември хиляди кръстоносци обсаждат града. В началото жителите подценяват заплахата, тъй като похода на Раймонд Пиле се проваля няколко месеца по-рано. Кръстоносците също така нямат възможност да проведат дълга обсада, защото зимата наближава, а те имат малко провизии, а и не могат да пробият през укрепленията, съставени от дълбок ров и дебели стени. Защитниците на Маарат, главно опълченци и неопитни граждани, успяват да удържат рицарите за две седмици. Обсадителите построяват обсадна кула, което им позволява да прескочат градските стени, като от другата страна други ги подкопават.
Кръстоносците разбиват стените на 11 декември. И двете страни се подготвят за бой през остатъка от нощта, но по-бедните рицари плячкосват Маарат. Сутринта на 12 декември гарнизонът преговаря с Боемунд, който им обещава добро отношение при предаване. Мюсюлманите се съгласяват, но кръстоносците веднага започват да колят населението. Боемунд получава контрола над укрепленията, а Раймонд – вътрешността на града, като така започва спора за властта над превзетите територии.

## Канибализъм
Маарат не е толкова богат, колкото кръстоносците очакват, и през декември те все още имат малко провизии. Повечето рицари предпочитат да продължат похода към Йерусалим и не се вълнуват много от спора за властта между Боемунд и Раймонд. Вторият прави опит да получи подкрепата на другите водачи. По време на преговорите някои от изгладнелите рицари в Маарат започват да ядат телата на убитите мюсюлмани.
Според Ралф от Кан:
| „ | Някои хора казват, че заради липсата на храна започнали да варят възрастни езичници в тенджери, нанизват децата на шишове и после с лакомия да ги изпичат. | “ |

Според Фулше от Шартр:
| „ | Изтръпвам при мисълта, че много от нашите хора, поразени от лудост и ужасен глад, режели парченца от задниците на вече убитите сарацини и ги печели, и след като парчетата се поизпечели от огъня, им се наслаждавали с варварски апетит. | “ |